# Din Meraj
Din Meraj (nascido em 14 de agosto de 1925) é um ex-ciclista paquistanês. Ele representou sua nação em três eventos durante os Jogos Olímpicos de Verão de 1956.